# Luna (ca sĩ)
Park Sun-young, (sinh ngày 12 tháng 8 năm 1993) thường được biết đến với nghệ danh Luna, là ca sĩ, người mẫu, MC người Hàn Quốc, thành viên của nhóm nhạc nữ Hàn Quốc f(x).

## Tiểu sử
Luna có tên thật là Park Sun-young sinh ra ở Seoul, Hàn Quốc vào ngày 12 tháng 8 năm 1993. Cô có một anh trai và một người chị song sinh.
Vào tháng 10 năm 2011, cô đã được chấp nhận tại Viện Nghệ thuật của Đại học Chung-Ang, chuyên ngành sân khấu thông qua một quá trình sàng lọc tuyển sinh đặc biệt

## Sự nghiệp

### 2006–2010: Khởi đầu sự nghiệp và f(x)
Vào năm 2006, SM Entertainment tuyển Luna sau khi Luna trình diễn trên chương trình truyền hình của SBS "Truth Game". Luna ra mắt với vai trò hát chính và nhảy dẫn của nhóm f(x) và tháng 9 năm 2009. Ngoài hoạt động cùng f(x), Luna cũng đã vài lần xuất hiện một mình. Vào năm 2010, Luna xuất hiện với tư cách là khách mời thường xuyên của chương trình Star King trong một thời gian dài và đã nhận được giải thưởng Newcomer Award từ SBS Entertainment Awards cho sự nỗ lực của Luna. Cuối năm, Luna thu âm bài "Let's Go" với các đồng ngiệp cùng công ty Sungmin, Seohyun và Jonghyun, bài hát chủ đề của hội nghị thượng đỉnh G-20 Seoul. Luna phát hành bản song ca với Yesung "And I Love You" cho OST cho bộ phim The President và solo single "Beautiful Day" cho OST cho bộ phim Please Marry Me.

### 2011–2015: Hoạt động cá nhân
Vào năm 2011, Luna thông báo sẽ tham gia vào vở nhạc kịch đầu tiên trong nhân vật Elle Woods trong Legally Blonde. Tháng 4, Luna bắt đầu làm MC cho chương trình The Show từ MTV Korea với Hyoseong của nhóm Secret. Luna đã tham gia vào bộ phim Saving Mrs của đài TV Chosun. Go Bong-shil vai Seo In-young, là một sinh viên đại học và con gái út trong gia đình, và được phát sóng lần đầu tiên vào tháng 12 năm 2011. Đây là bộ phim lần đầu cô tham gia với Kim Kyu Jong.
Năm 2012, Luna tham gia vào Immortal Songs 2 với tư cách là thí sinh, trình diễn "I Can't Know". Luna chiến thắng cho màn trình diễn của cô. Trong cùng năm, Luna phát hành bài hát chung với Sunny thành viên Girls' Generation cho nhạc phim To the Beautiful You và single solo "It's Okay" làm nhạc phim cho Cheongdam Alice. Năm sau đó, Luna bắt đầu trình diễn nhạc kịch với nhân vật Gabriella Montez cho phiên bản Hàn Quốc của High School Musical on Stage! Cô song ca với Ryeowook thành viên của nhóm nhạc Super Junior cho vở kịch, và Kyuhyun cho nhạc phim The Croods, cũng như single solo "U+Me" đang sử dụng làm bài hát chủ đề cho trò chơi Softmax TalesWeaver.

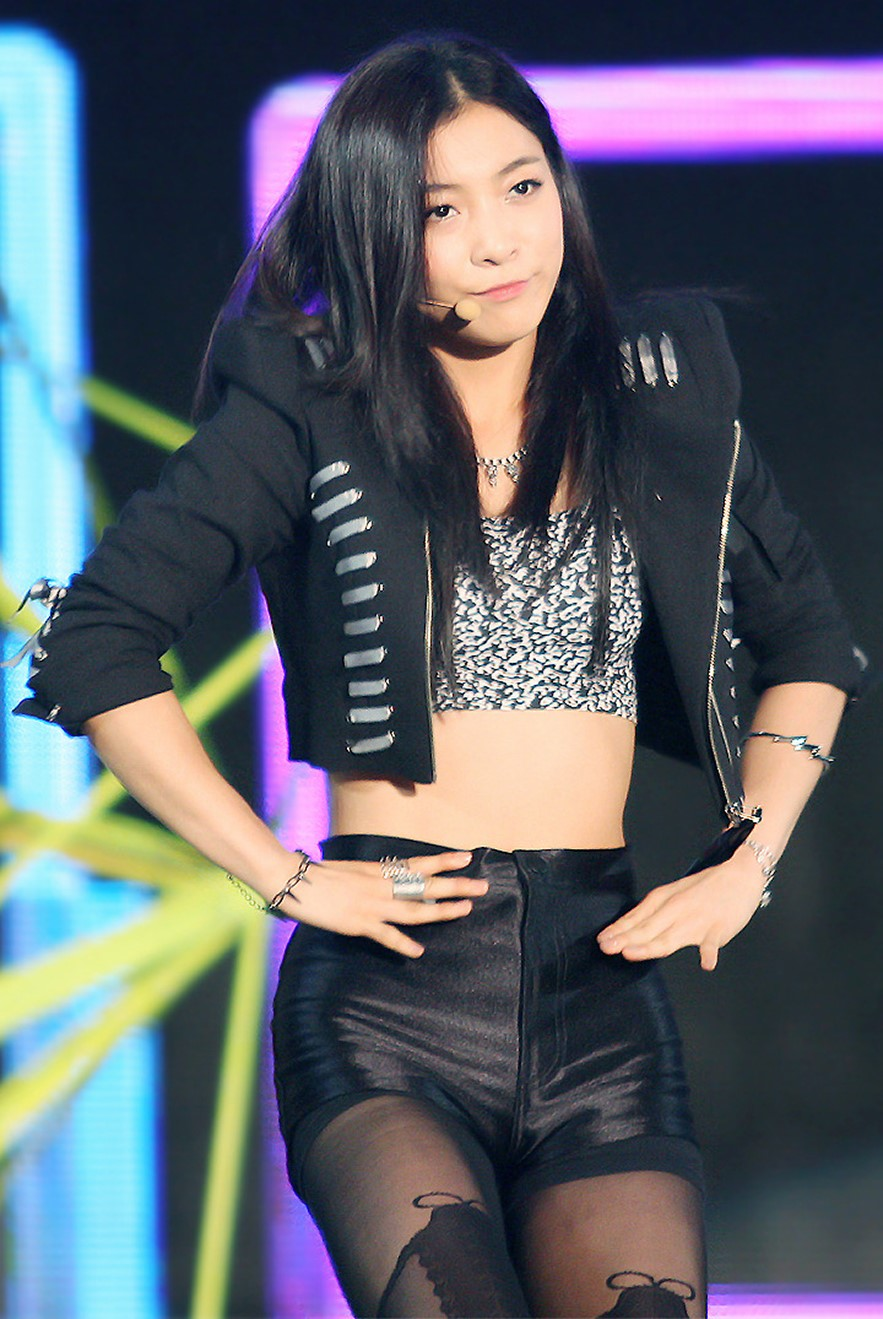
Luna tại M Super Concert vào tháng 8 năm 2013.

Năm 2014, được chọn đóng vai chính trong "Dream Drive", single ra mắt từ dự án toàn cầu co-ed của nhóm Play The Siren. Tháng 3, Luna đã được xác định sẽ làm MC chương trình cạnh tranh sinh tồn mang tên Dance Battle Korea. Luna sẽ trở thành Diana trong vở nhạc kịch ba chiều School OZ của SM Entertainment, cùng các đồng nghiệp trong cùng công ty quản lý Changmin, Key, Suho, Xiumin và Seulgi.
Tháng 3 năm 2015, Luna thông báo sẽ tham gia vào web drama với tựa đề là Jumping Girl với vai diễn chính, cùng với U-Kwon và B-Bomb của nhóm Block B. Đây là lần đầu tiên đảm nhận vai trò diễn viên chính trong sự nghiệp diễn xuất. Sau đó, Luna cũng đã đảm nhận vai trò diễn viên chính trong bộ phim của trẻ em Thunderman's Secret. Trong năm đó, Luna tham gia vào King of Masked Singer và nhận được nhiều lời khen cho màn trình diễn của cô. Luna phát hành single digital "Don't Cry For Me" remake từ bài hit của Lee Eun Ha từ năm 1986, cảm ơn fan và khán giả đã ủng hộ cô trong thời gian cô tham gia chương trình. Luna cũng tham gia vào phần đặc biệt Anh Chi Hwan của Immortal Song 2, thể hiện khả năng ca hát mạnh mẽ của cô với việc cover ca khúc hit cổ điển "Salt Doll".
Được thông báo vào tháng 7 năm 2015, Luna sẽ đảm nhận nhân vật Nina Rosario trong phiên bản Hàn Quốc của vở nhạc kịch In The Heights, bắt đầu vào tháng 9 và kết thúc vào tháng 11 trong năm 2015. Cuối năm 2015, Luna hợp tác với Ailee, Eunji thành viên nhóm A Pink và Solar thành viên nhóm Mamamoo tại SBS Gayo Daejun trình diễn "I'm Okay" của Jinju cho "Limited Edition I - Diva Together".

### 2016–nay: Sự nghiệp âm nhạc solo
Tháng 4 năm 2016, Luna được bổ nhiệm làm MC cố định của chương trình "Get it Beauty".
Vào ngày 17 tháng 5 năm 2016, có tin đồn rằng Luna sẽ ra mắt dưới tư cách là một ca sĩ solo với mini album vào giữa tháng 6, được xác nhận vào ngày 26 tháng 5. Ngày 31 tháng 5 năm 2016, Luna đã ra mắt solo với mini album và bài hát chủ đề Free Somebody với 6 bài hát.
Trong suốt tháng 8 năm 2016, Luna đã trình diễn lại nhân vật Nina Rosario trong việc biểu diễn vở kịch In The Heights tại Nhật Bản. Cũng trong tháng đó, Luna bắt đầu kênh YouTube của riêng cô, Luna's Alphabet, mà cô tải lên vlog hai lần một tuần. Ngày 2 tháng 10, cô phát hành một single hợp tác với Amber, feat Ferry Corsten và Kago Pengchi, như một phần của SM Station, tựa đề "Heartbeat". Vào ngày 16 tháng 12, Luna hợp tác với Shin Yong-jae phát hành "It's You" cũng như là một phần của dự án SM Station. Ngày 30 tháng 12, Luna hợp tác với Yesung của Super Junior, Sunny của Girls' Generation, Seulgi và Wendy của Red Velvet, Taeil và Doyoung của NCT và Lee Dong-woo trong Sound of Your Heart" bài hát cuối cùng của SM Station trong năm 2016. Tháng 1 năm 2017, truyền thông xác nhận rằng Luna sẽ là một trong những thành viên chính của show truyền hình Strong Girls cùng với Park Bo-ram, Cao Lu của Fiestar, Young-ji và Giant Pink. Tập đầu tiên của show được dự kiến được phát sóng trên E Channel vào ngày 23 tháng 1. Ngày 12 tháng 1, bài hát hợp tác giữa Luna, Junhyung của Highlight và Jeong Hyeong-don, tựa đề "Tell Me It's Okay" được phát hành sản xuất thông qua show Hitmaker. Cũng trong ngày 12 tháng 1, có thông báo rằng Luna, Hani của EXID và Solar của Mamamoo sẽ hợp tác phát hành bài hát nhạc dance vào ngày 19 tháng 1, đạo diễn bởi Park Geun-tae. Sau đó nó được tiết lộ rằng tiêu đề của bài hát là "Honey Bee", thuộc thể loại soul pop, kết hợp 808 bass và saxophone.

## Hoạt động từ thiện
Vào tháng 2 năm 2017, Luna đã tiết lộ một bộ sưu tập đồ lót mà cô thiết kế trong sự hợp tác với C'esttout gọi là Girls Can Do Anything, tiền thu được sẽ được quyên góp cho gia đình các phụ nữ đơn thân của Hội các bà mẹ Hàn Quốc, một tổ chức chuyên hỗ trợ các bà mẹ độc thân và gia đình của họ ở Hàn Quốc. Cô cũng tặng hơn 14.000 băng vệ sinh cho hiệp hội.

## Đời tư
Vào tháng 10 năm 2011, đã được xác nhận rằng Luna đã được chấp nhận tại Chung-Ang University chuyên ngành sân khấu thông qua một quá trình sàng lọc tuyển sinh.

## Danh sách đĩa nhạc

### EP
- Free Somebody (2016)

## Danh sách phim

### Phim điện ảnh
| Năm  | Tên                        | Vai    | Chú thích      |
| ---- | -------------------------- | ------ | -------------- |
| 2015 | The Lightning Man's Secret | Han-na | Nhân vật chính |

### Phim truyền hình
| Năm     | Tên                      | Đài truyền hình | Vai          | Chú thích |
| ------- | ------------------------ | --------------- | ------------ | --------- |
| 2011-12 | Saving Mrs. Go Bong-shil | TV Chosun       | Seo In-young |           |
| 2015    | Jumping Girl             |                 | Nam Sang-ah  | web drama |

### Chương trình truyền hình tạp kỹ
| Năm         | Tên                                 | Đài truyền hình | Vai trò                          | Chú thích |
| ----------- | ----------------------------------- | --------------- | -------------------------------- | --- |
| 2006        | Truth Game                          | SBS             | Khách mời                        | - Ngày 17 tháng 1 - Pre-debut |
| 2010        | Idol Star Trot Faceoff              | MBC             | Thí sinh                         | - Ngày 22 tháng 9 năm 2010 - Khách mời với Onew - Milk Couple |
| 2010        | Idol Star Athletics Championships   | MBC             | Thí sinh                         | - Ngày 25 và 26 tháng 9 - Chiến thắng huy chương vàng cho Women High Jump |
| 2010        | 1000 Songs Challenge                | SBS             | Thí sinh                         | - Ngày 22 tháng 9 - Nhật ký của Female High School Special - Với IU |
| 2010-2011   | Star King                           | SBS             | Khách mời thường xuyên           | - Ngày 17 tháng 3 (2010) (Tập 159) - Ngày 22 và 29 tháng 5 (2010) (Tập 165 và 166) - Ngày 26 tháng 6 (2010) (Tập 169) - Ngày 17, 24 và 31 tháng 7 (2010) (Tập 172, 173 và 174) - Ngày 14, 21 và 28 tháng 8 (2010) (Tập 176, 177 và 178) - Ngày 4, 11 và 25 tháng 9 (2010) (Tập 179, 180 và 182) - Ngày 9 tháng 10 (2010) (Tập 184) - Ngày 29 tháng 1 (2011) (Tập 200) - Ngày 5 tháng 2 (2011) (Tập 201) - Ngày 18 và 25 tháng 6 (2011) (Tập 220 và 221) - Ngày 2 tháng 7 (2011) (Tập 222) |
| 2011        | Idol Star 7080 Best Singer          | MBC             | Thí sinh                         | - Ngày 4 tháng 2 - Khách mời với Alex (Clazziquai) - Chiến thắng huy chương vàng cho Won Gold Prize |
| 2011        | Idol Star Athletics Championships   | MBC             | Thí sinh                         | - Ngày 5 và 6 tháng 2 - Women High Jump |
| 2011        | Enjoy Today                         | MBC             | Thí sinh                         | - Ngày 4 và 20 tháng 2 - 3rd Music Project - Enjoy Rock |
| 2011        | The Show                            | SBS MTV         | MC                               | - Phần 1 - Ngày 15 tháng 4 - Ngày 30 tháng 9 - Với Hyoseong (Secret) |
| 2011        | Come to Play                        | MBC             | Khách mời                        | - Ngày 14 tháng 3 - Nhật ký của Female High School Special - Với IU & Jiyeon |
| 2011        | Strong Heart                        | SBS             | Khách mời                        | - Ngày 29 tháng 3 |
| 2011        | On Your Command Sir!                | KBS             | Khách mời                        | - Ngày 14 tháng 5 |
| 2011        | Fun Quiz Club                       | SBS             | Khách mời                        | - Ngày 16 tháng 5 |
| 2011        | Running Man                         | SBS             | Khách mời                        | - Ngày 7 tháng 8 - Tập 55 |
| 2012        | Idol Star Athletics Championships   | MBC             | Thí sinh                         | - February 24 & 25 - Với thành viên f(x) (Victoria và Amber) |
| 2012        | Immortal Songs 2                    | KBS2            | Thí sinh                         | - Ngày 8 tháng 8 - Ngày 13 tháng 10 |
| 2012        | Taxi                                | tvN             | Khách mời                        | - Ngày 17 tháng 5 - Với Sungmin và Jessica Jung |
| 2014        | Dance Battle Korea                  | MBC Music       | MC                               | - Ngày 15 tháng 4 |
| 2015        | Idol Star Athletics Championships   | MBC             | Thí sinh                         | - Ngày 19 tháng 2 - Chiến thắng huy chương vàng cho Women High Jump |
| 2015        | King of Mask Singer                 | MBC             | Thí sinh                         | - Ngày 5 - 12 tháng 4: Vua Mặt Nạ đầu tiên - Ngày 19 - 26 tháng 4: Vua Mặt Nạ lần thứ hai - Ngày 3 - 10 tháng 5: Bị loại bởi Vua Mặt Nạ lần ba |
| 2015        | Radio Star                          | MBC             | Khách mời                        | - Ngày 27 tháng 5 - Tập 427 |
| 2015        | Global Request Show: A Song For You | KBS             | MC đặc biệt, phần 4 (Tập 4 và 5) | - Ngày 24 tháng 8 - Ngày 4 tháng 9 |
| 2015        | Two Yoo Project                     | JTBC            | Thí sinh                         | - Ngày 24 tháng 11 |
| 2015        | Immortal Songs 2                    | KBS2            | Thí sinh                         | - Ngày 28 tháng 11 |
| 2016        | Duet Song Festival                  | MBC             | Thí sinh                         | - Ngày 8 tháng 4 |
| 2016        | King of Mask Singer                 | MBC             | Nhà đánh giá                     | - Ngày 7 tháng 8 |
| 2016 - 2017 | Get It Beauty                       | OnStyle         | Host (Season 3)                  | - Ngày 13 tháng 5 - đến nay |
| 2017        | Strong Girls                        | E Channel       | Thành viên cố định               | - Ngày 23 tháng 1 - đến nay |
| 2017        | Singing Battle                      | KBS2            | Hidden Card                      | - Tập 14 - Hát bài Afternoon Separation của JYP & Sunye' - Ngày 27 tháng 1 |
| 2017        | Immortal Songs 2                    | KBS2            | Thí sinh                         | - Tập 288 - Hát bài Father của Insooni' với chị sinh đôi Park Jin Young - Ngày 28 tháng 1 |
| 2017        | Juke Bus                            | skyTV           | Khách mời                        | - Tập 7 - Với Ken (VIXX), James và Choi (L.A.U) |

## Nhạc kịch
| Năm       | Tên                           | Vai              | Chú thích          |
| --------- | ----------------------------- | ---------------- | ------------------ |
| 2011      | Legally Blonde                | Elle Woods       | Phiên bản Hàn Quốc |
| 2011      | Coyote Ugly                   | Violet Sanford   | Phiên bản Hàn Quốc |
| 2013      | High School Musical on Stage! | Gabriella Montez | Phiên bản Hàn Quốc |
| 2014      | School OZ Hologram Musical    | Diana            | Phiên bản Hàn Quốc |
| 2015-2016 | In the Heights                | Nina Rosario     | Phiên bản Hàn Quốc |

## Giọng hát
- Loại giọng: Very Light Lirico Soprano (Nữ cao trữ tình mỏng sáng)
- Quãng giọng: C#3 ~ A5 ~ D6 (3 quãng tám 1 bán âm)
- Supported range (quãng hát hỗ trợ): G3 ~ D5/Eb5 ~ Bb5 (bao gồm headvoice)

## Giải thưởng và đề cử
| Năm  | Lễ trao giải             | Thể loại                    | Được đề cử      | Kết quả   |
| ---- | ------------------------ | --------------------------- | --------------- | --------- |
| 2010 | SBS Entertainment Awards | Variety New Star Award      | Star King       | Đoạt giải |
| 2016 | Mnet Asian Music Awards  | Best Dance Performance Solo | "Free Somebody" | Đề cử     |
| 2016 | Mnet Asian Music Awards  | Song of the Year            | "Free Somebody" | Đề cử     |